# Sergej Prokudin-Gorskij
Sergej Michajlovič Prokudin-Gorskij (rusky  Сергей Михайлович Прокудин-Горский; 18. srpnajul./ 30. srpna 1863greg., Funikova Gora, Vladimirská oblast – 27. září 1944, Paříž) byl ruský fotograf a inovátor fotografie.

## Život a dílo
Vystudoval chemii, byl žákem proslulých vědců v Petrohradě, Berlíně a Paříži a použil metodu trojbarevné fotografie Adolfa Mietheho. Tuto metodu zdokonalil – především zvýšil citlivost fotografických desek tak, že expozice dosahovala kratších časů.
Vlastní výzkum mu přinesl patenty na reprodukci barevných diapozitivů a projekci barevného filmu. Okolo roku 1905 Prokudin-Gorskij naplánoval, že pomocí nových pokročilých postupů pro vytváření barevné fotografie systematicky zdokumentuje ruskou říši. Cílem tohoto ambiciózního projektu bylo seznámit školáky po celém Rusku pomocí jeho „barevné optické projekce“ s rozlehlou a rozmanitou historií, kulturou a modernizací v říši.
Pro svůj postup používal fotoaparát, který pořídil v rychlém sledu za sebou 3 černobílé snímky na skleněné desky, každý přes jiný barevný filtr. Pokud se promítaly všechny tři světlem příslušné barvy, zobrazila se scéna v pravých barvách. Prokudin-Gorskij experimentoval i s tvorbou barevné papírové fotografie ze svých záběrů. Postup byl však velmi pracný a zdlouhavý.

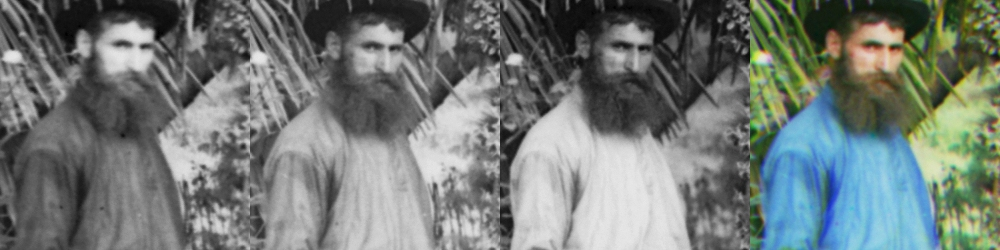
Princip složení barevné projekce

Vybaven temnou komorou ve speciálně zařízeném železničním vagónu, který poskytl car Mikuláš II., dvěma propustkami, které mu zaručovaly vstup do zakázaných oblastí a podporou ze strany úřadů, Prokudin-Gorskij dokumentoval Rusko v letech 1909 až 1915. Jeho snímky zachycují široké spektrum námětů od středověkých kostelů a klášterů, přes železnice či továrny až po každodenní život a práci všech vrstev ruského obyvatelstva. O své práci pořádal mnoho přednášek s promítáním.
V roce 1918 po Říjnové revoluci z Ruska odešel, nejprve do Norska, poté do Anglie a nakonec se usadil v Paříži, kde roku 1944 zemřel. Byl pochován na Ruském hřbitově v Sainte-Geneviève-des-Bois.
Jeho unikátní snímky Ruska v předvečer revoluce, zachycené na skleněných deskách, v roce 1948 od jeho dědiců koupila Knihovna Kongresu USA. V roce 2001 uspořádala výstavu, pro niž bylo vytvořeno několik desítek fotografií oskenováním desek a složením barevných složek do jednoho celku v počítači. Všechny snímky byly digitálně vyčištěny, barvy i kontrast byly upraveny a nakonec byly záběry lokálně retušovány tak, aby se odstranilo případné poškození původních fotografických desek. V roce 2004 nechala Knihovna Kongresu vyrobit digitální obrazy ve vysokém rozlišení ze všech 1902 záběrů.

## Galerie

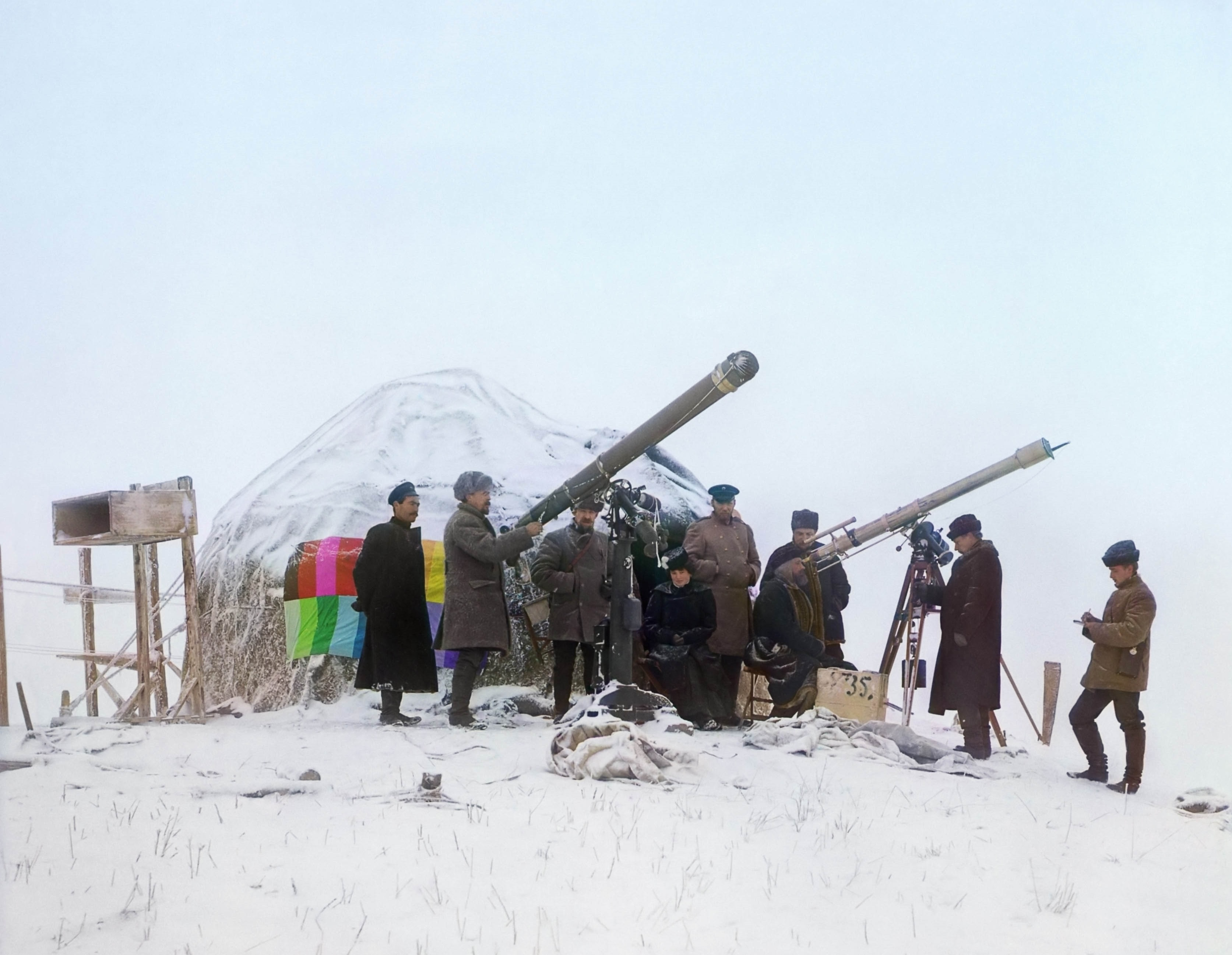
Astronomická observatoř v pohoří Ťan-šan pro pozorování zatmění Slunce, Tádžikistán, 14. ledna 1907
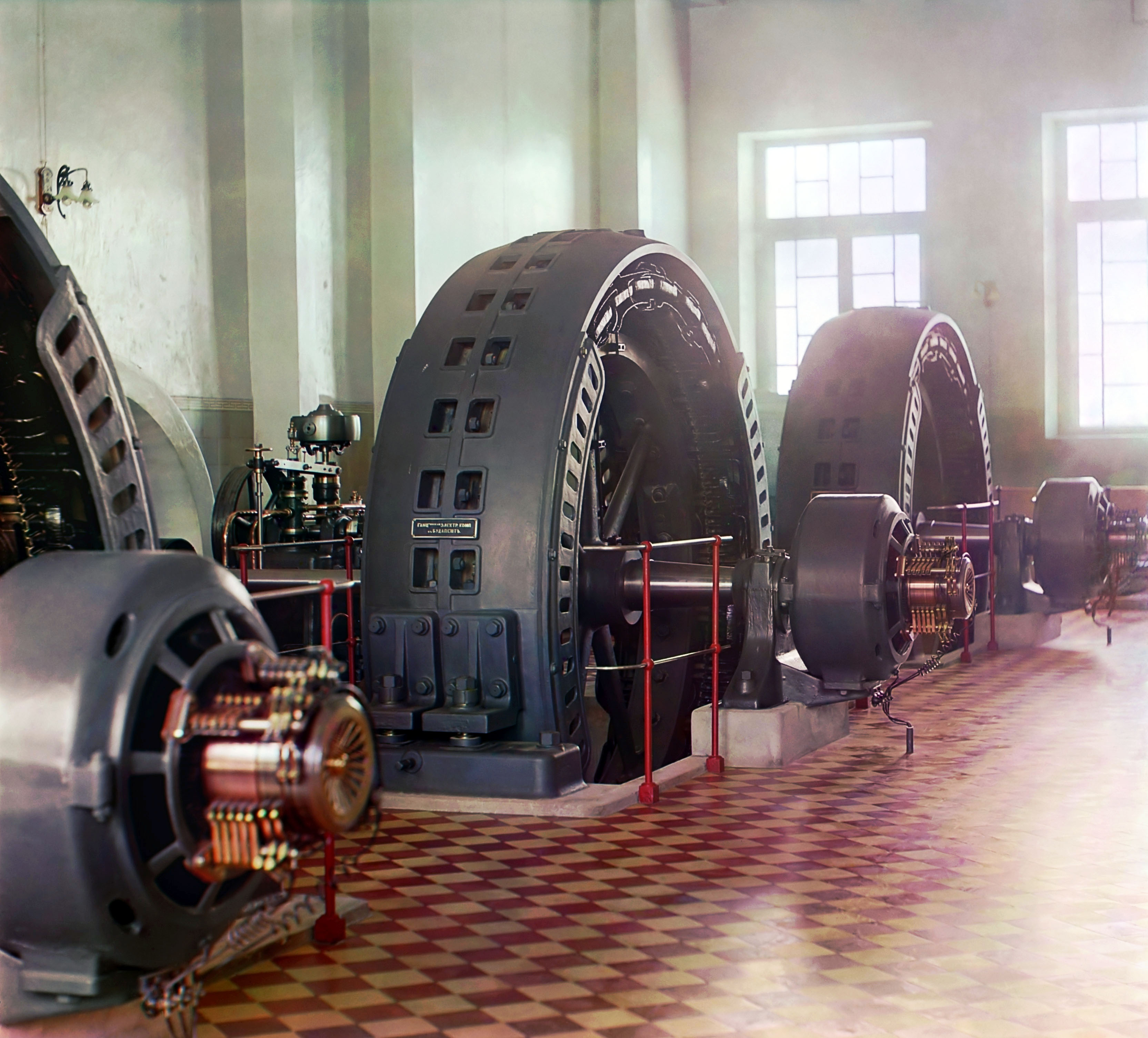
Strojovna Hindúkušské vodní elektrárny, 1911
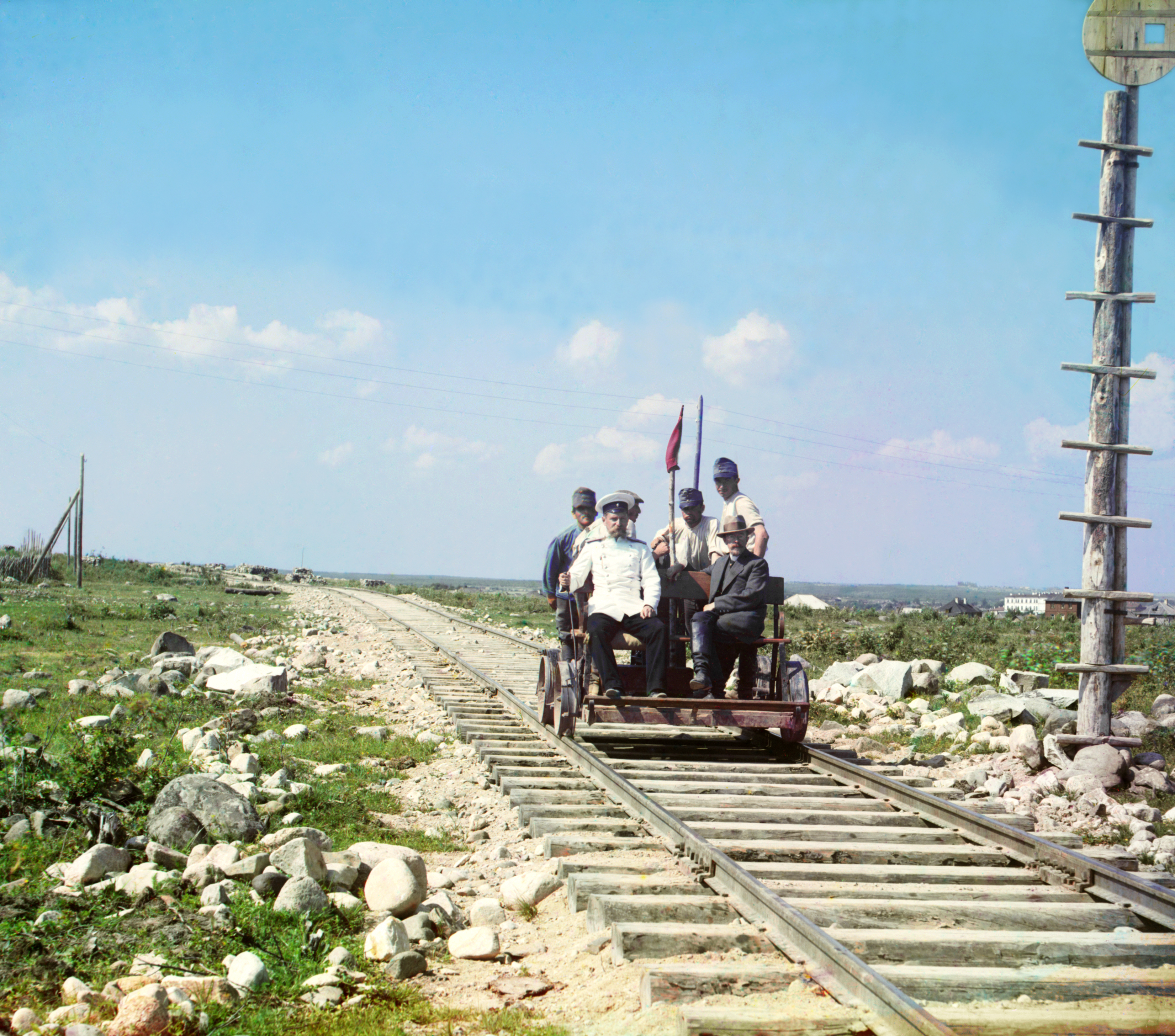
Ruční širokorozchodná drezína poblíž Oněžského jezera, 1916
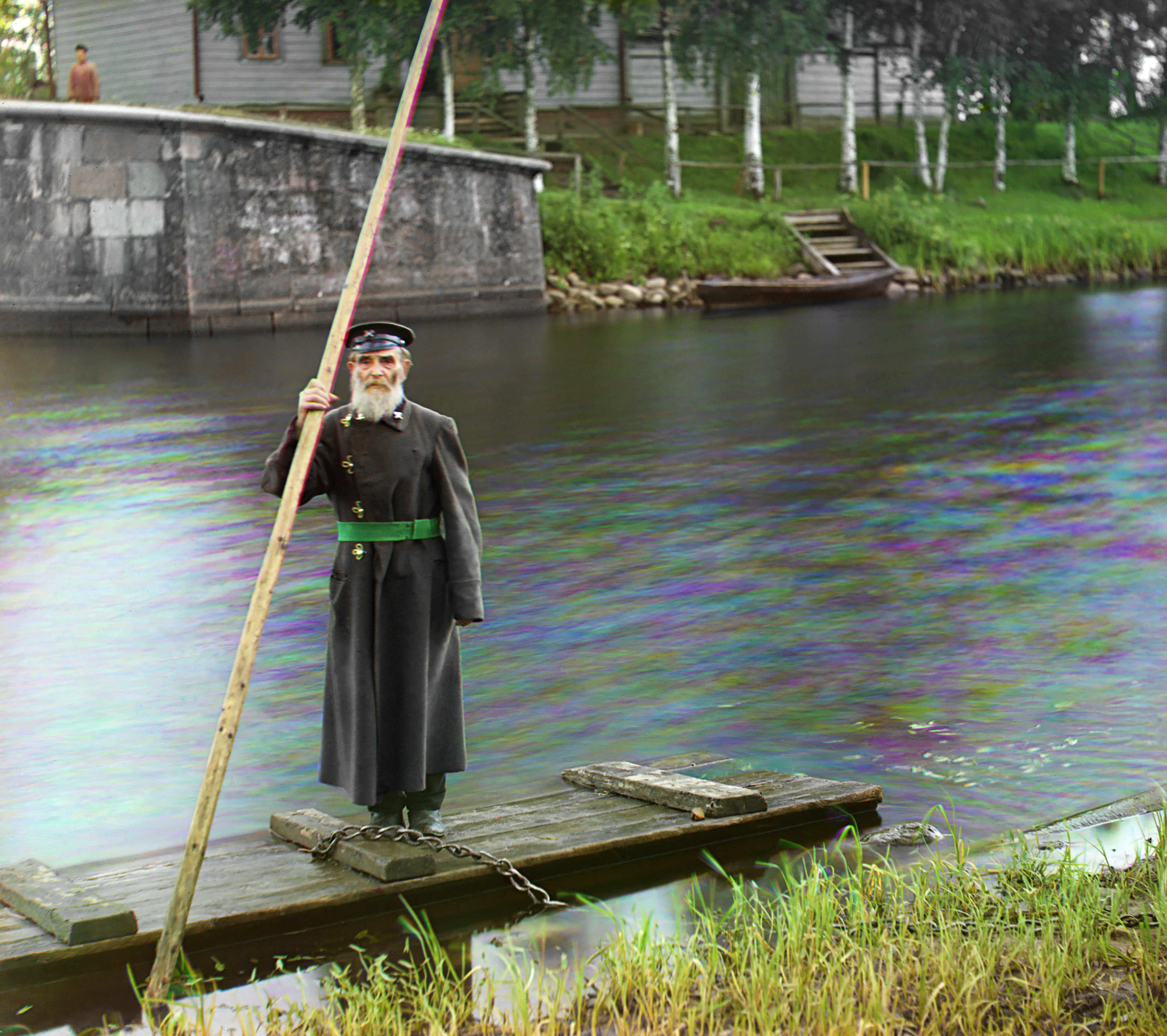
Pinchus Karlinskij (84 let), dozorce zdymadla na Mariinském kanálu (dnes Volžsko-baltská vodní cesta) na severu evropské části Ruska
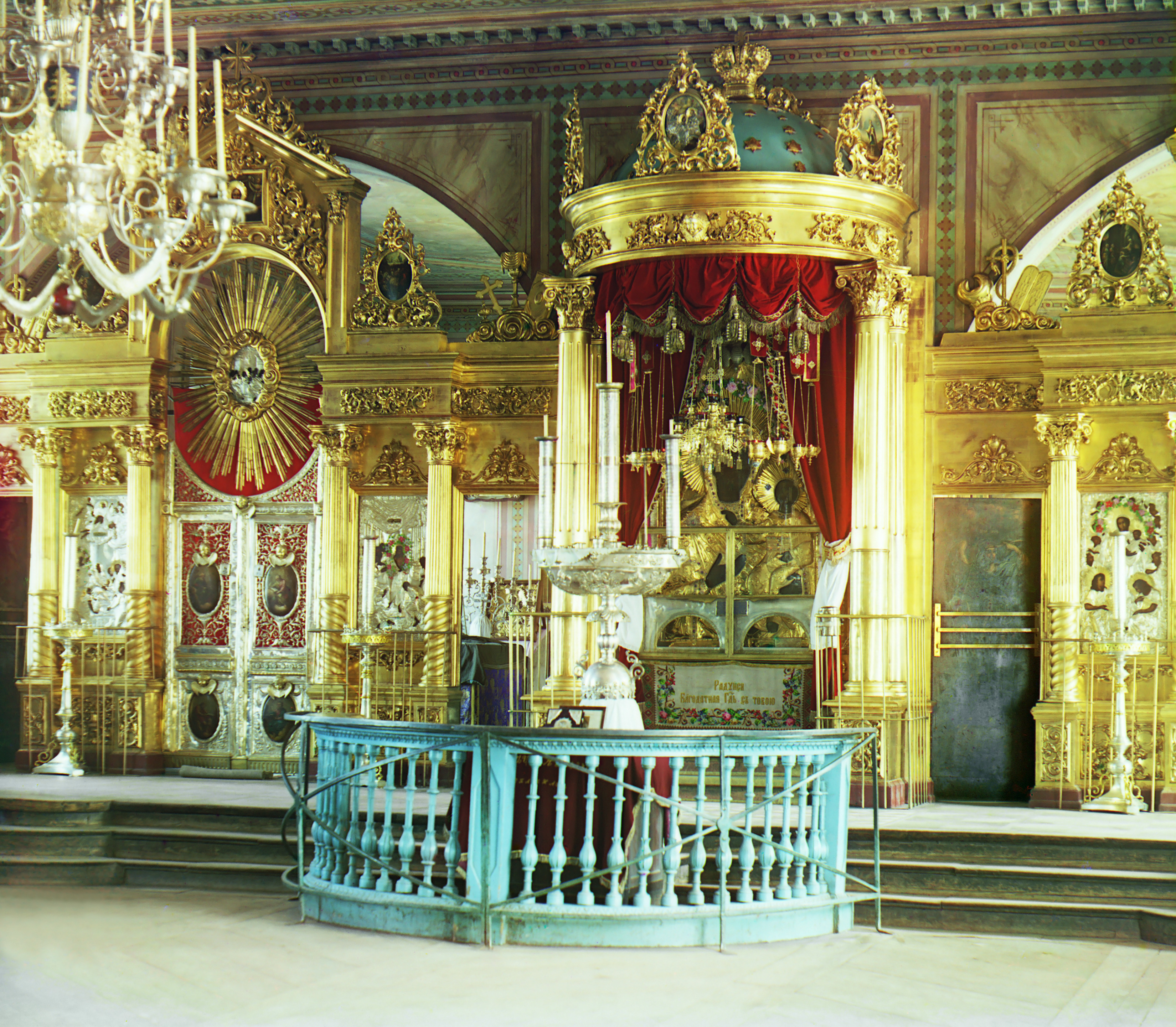
Interiér pravoslavného kostela ve Smolensku, 1912
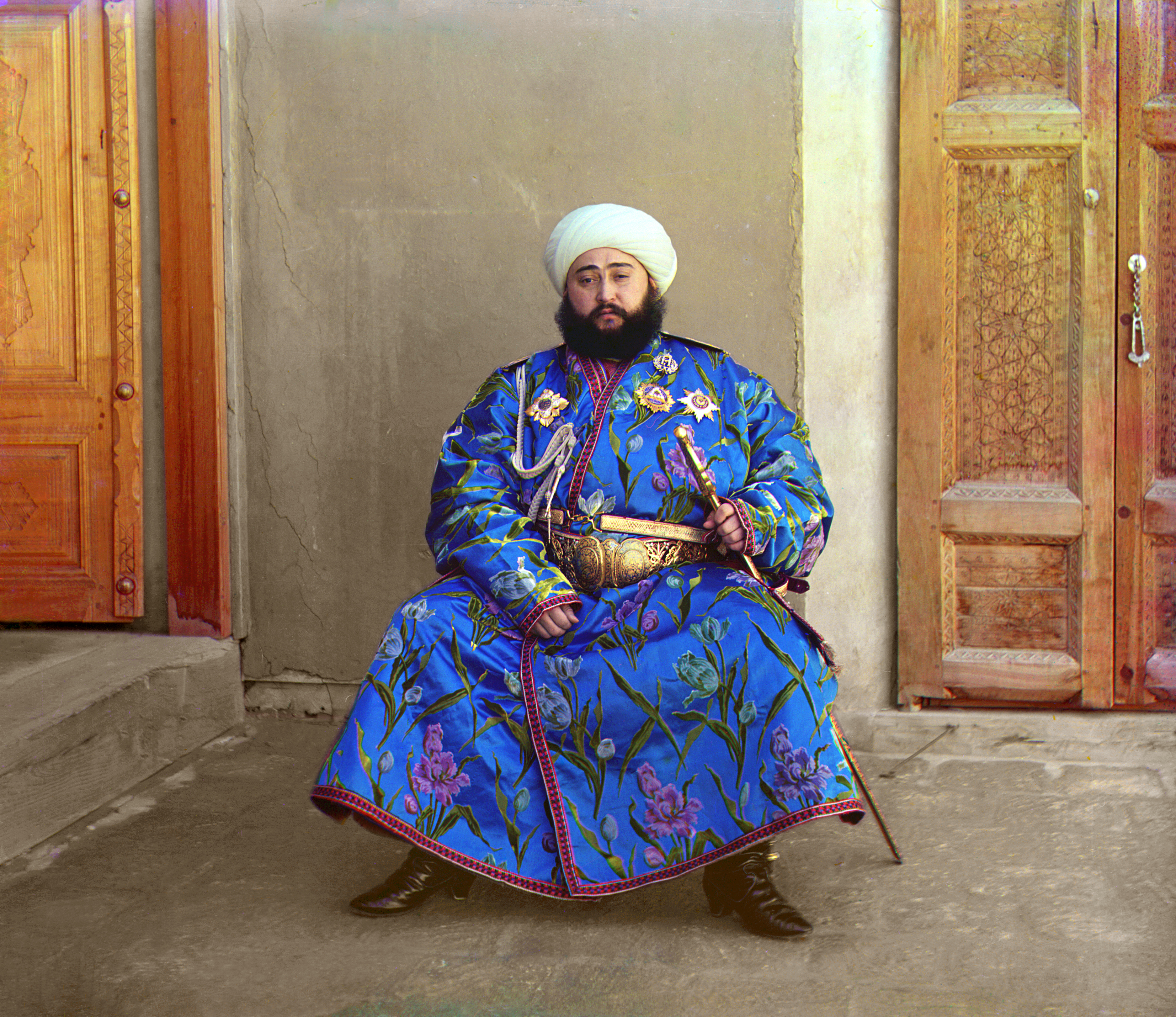
Alim-Chan (1880–1944), emír, 1907
Ruská selská děvčata nedaleko řeky Šeksna, 1909
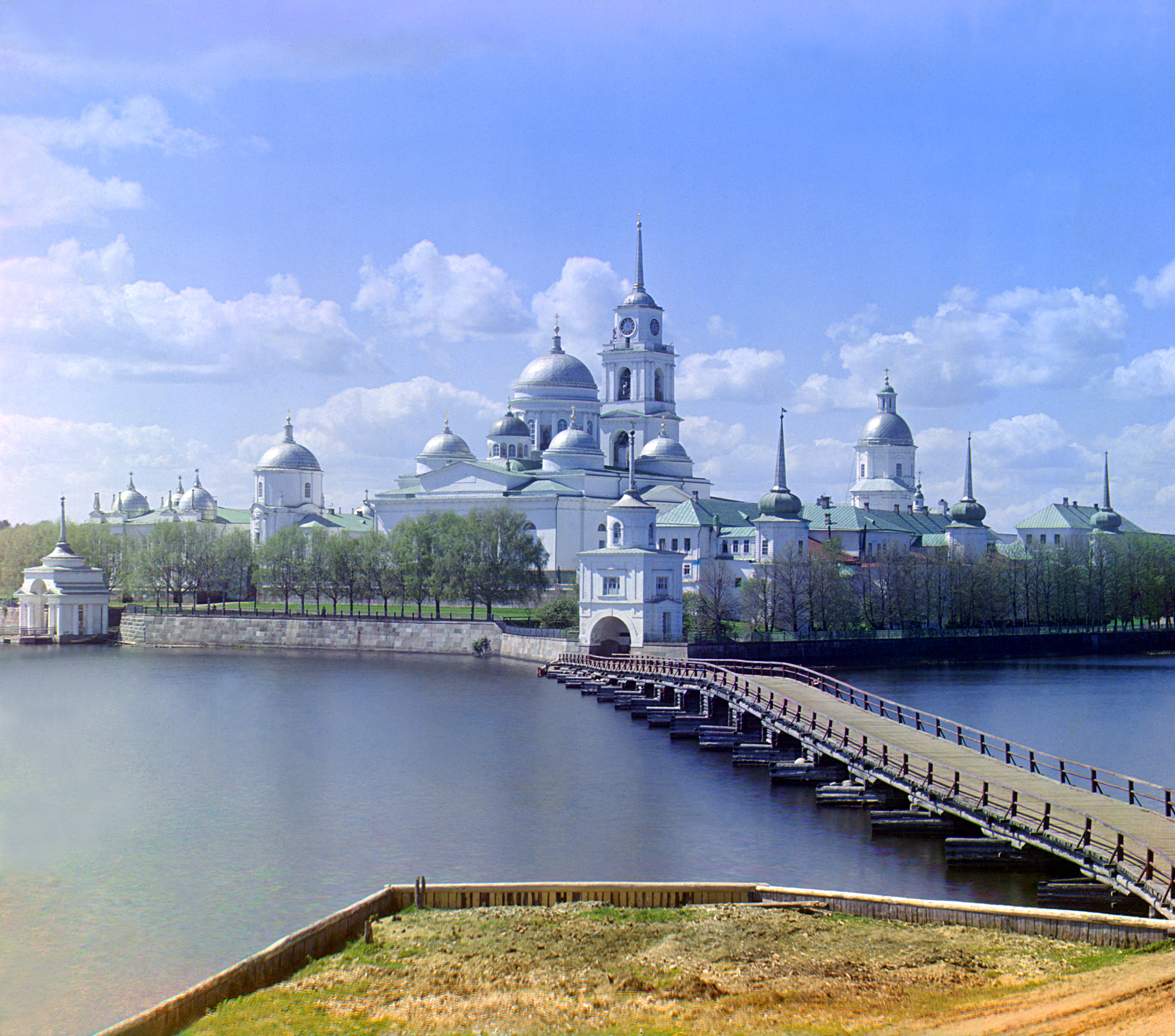
Nilo-Stoloběnskij klášter na jezeře Seliger, 1910
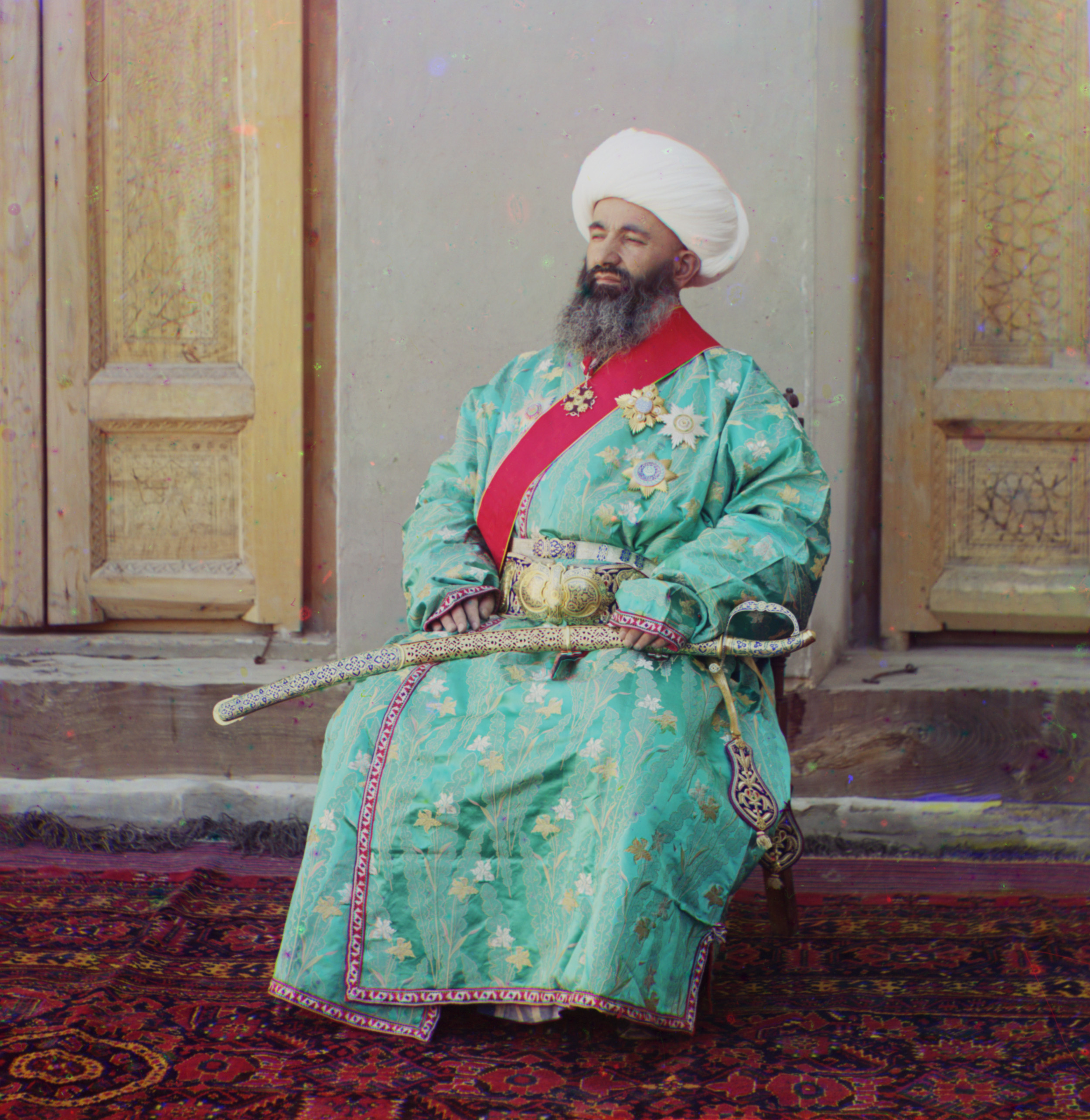
Kush-Beggi, circa 1905–1915